# Jasione crispa
Jasione crispa är en klockväxtart som först beskrevs av Pierre André Pourret de Figeac, och fick sitt nu gällande namn av Gonçalo Antonio da Silva Ferreira Sampaio. Jasione crispa ingår i släktet blåmunkssläktet, och familjen klockväxter.

## Underarter
Arten delas in i följande underarter:
- J. c. amethystina
- J. c. arvernensis
- J. c. crispa
- J. c. lanuginella
- J. c. mariana
- J. c. tomentosa
- J. c. varduliensis

## Bildgalleri

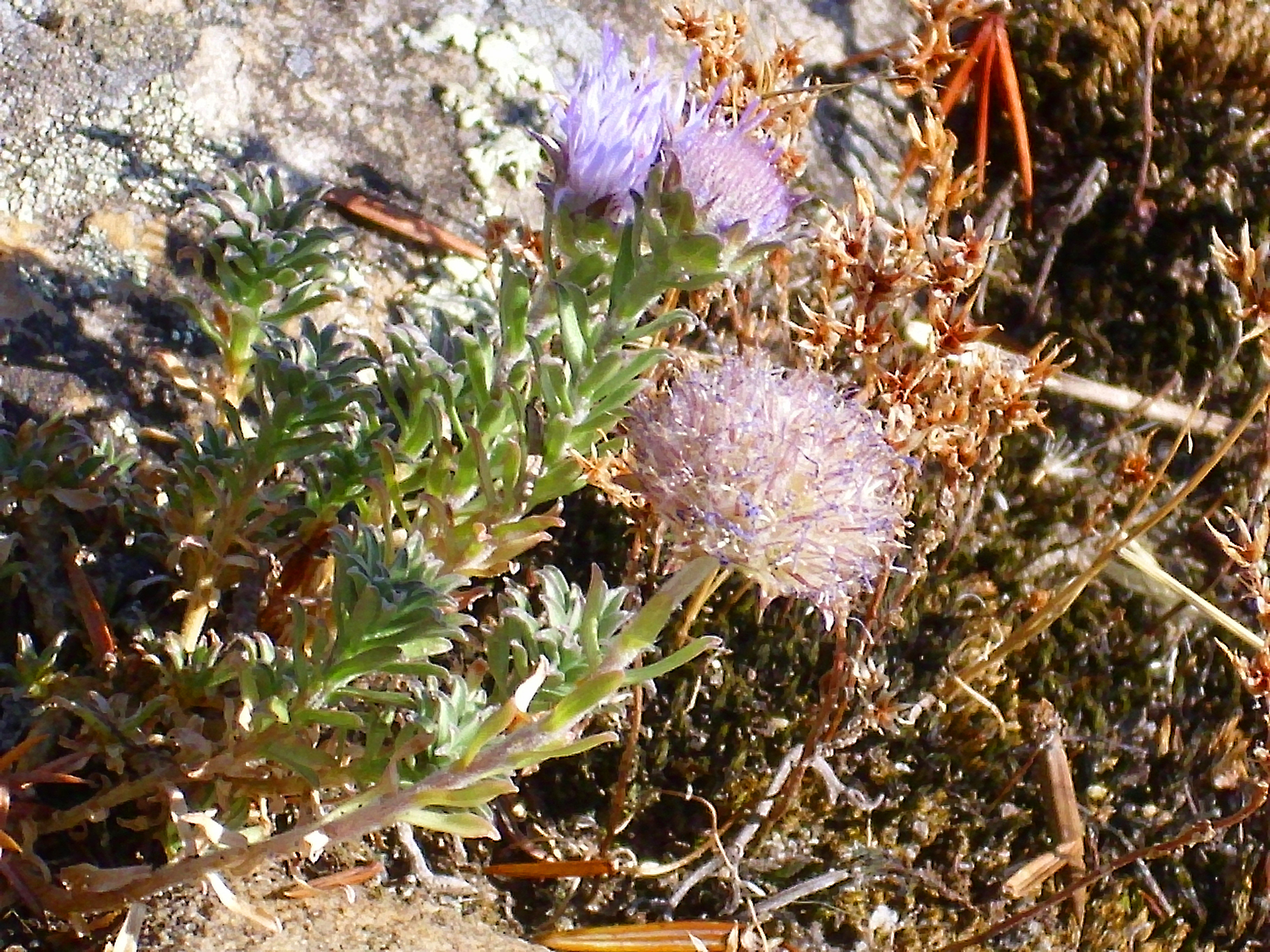
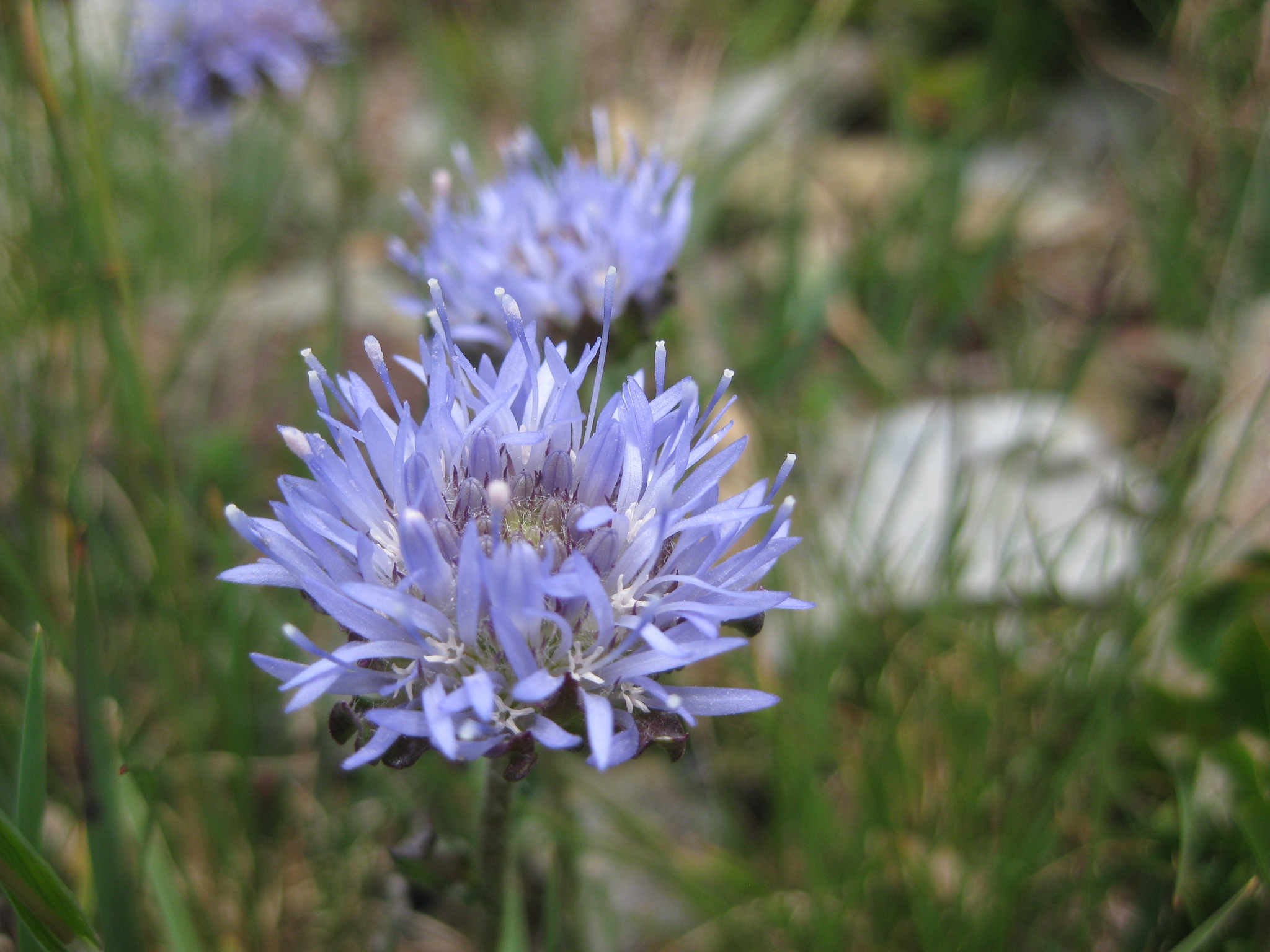